# 36e cérémonie des Razzie Awards
La 36e cérémonie des Golden Raspberry Awards, organisée par la Golden Raspberry Award Foundation, a eu lieu le 27 février 2016 et a désigné les pires films de l'année 2015.
Les prénominations sont révélées le 22 décembre 2015. Les nominations sont annoncées le 13 janvier 2016.

## Palmarès

### Pires films
- Cinquante nuances de Grey (Fifty Shades Of Grey)
- Les Quatre Fantastiques (The Fantastic Four)
  - Jupiter : Le Destin de l'univers (Jupiter Ascending)
  - Paul Blart 2 : Super Vigile à Las Vegas
  - Pixels

### Pire acteur
Jamie Dornan pour son rôle de Christian Grey dans Cinquante nuances de Grey
- Johnny Depp pour son rôle de Charlie Mortdecai dans Charlie Mortdecai (Mortdecai)
- Kevin James pour son rôle de Paul Blart dans Paul Blart 2 : Super Vigile à Las Vegas
- Adam Sandler pour son rôle de Max Simkin dans The Cobbler et pour son rôle de Sam Brenner dans Pixels
- Channing Tatum pour son rôle de Caine Wise dans Jupiter : Le Destin de l'univers

### Pire actrice
Dakota Johnson pour son rôle d'Anastasia Steele dans Cinquante nuances de Grey
- Katherine Heigl pour son rôle de Mona Champagne dans Dangerous Housewife (Home Sweet Hell)
- Mila Kunis pour son rôle de Jupiter Jones dans Jupiter : Le Destin de l'univers
- Jennifer Lopez pour son rôle de Claire Peterson Un voisin trop parfait (The Boy Next Door)
- Gwyneth Paltrow pour son rôle de Johanna Mortdecai dans Charlie Mortdecai

### Pire second rôle masculin
Eddie Redmayne dans le rôle de Balem Abrasax dans Jupiter : Le Destin de l'univers
- Chevy Chase dans le rôle de Hot Tub Repairman dans Le Spa à remonter dans le temps 2 (Hot Tub Time Machine 2) et dans le rôle de Clark Griswold dans Vive les vacances (Vacation)
- Josh Gad dans le rôle de Ludlow Lamonsoff dans Pixels et dans le rôle de Doug Harris dans Témoin à louer (The Wedding Ringer)
- Kevin James dans le rôle de William Cooper dans Pixels
- Jason Lee dans le rôle de David "Dave" Seville dans Alvin et les Chipmunks : À fond la caisse (Alvin and the Chipmunks: The Road Chip)

### Pire second rôle féminin
Kaley Cuoco dans le rôle vocal d'Eleanor dans Alvin et les Chipmunks : À fond la caisse et dans le rôle de Gretchen Palmer dans Témoin à louer
- Rooney Mara dans le rôle de Lily la tigresse dans Pan
- Michelle Monaghan dans le rôle du Lieutenant Colonel Violet van Patten dans Pixels
- Julianne Moore dans le rôle de Mère Malkin dans Le Septième Fils (The Seventh Son)
- Amanda Seyfried dans le rôle de Ruby dans Love the Coopers et pour son rôle de Mary dans Pan

### Pire combinaison à l’écran
Jamie Dornan et Dakota Johnson dans Cinquante nuances de Grey
- Tous les quatre "Fantastics" dans Les Quatre Fantastiques (Miles Teller, Michael B. Jordan, Kate Mara et Jamie Bell)
- Johnny Depp et sa fausse moustache dans Charlie Mortdecai
- Kevin James avec au choix son Segway ou sa fausse moustache dans Paul Blart 2 : Super Vigile à Las Vegas
- Adam Sandler et toutes ses paires de chaussures dans The Cobbler

### Pire préquelle, remake, plagiat ou suite
Les Quatre Fantastiques
- Le Spa à remonter dans le temps 2
- The Human Centipede III (Final Sequence)
- Paul Blart 2 : Super Vigile à Las Vegas
- Alvin et les Chipmunks : À fond la caisse

### Pire réalisateur
Josh Trank pour Les Quatre Fantastiques
- Andy Fickman pour Paul Blart 2 : Super Vigile à Las Vegas
- Tom Six pour The Human Centipede III (Final Sequence)
- Sam Taylor-Johnson pour Cinquante nuances de Grey
- Lana et Andy Wachowski pour Jupiter : Le Destin de l'univers

### Pire scénario
Cinquante nuances de Grey, écrit par Kelly Marcel
- Les Quatre Fantastiques, écrit par Jeremy Slater, Simon Kinberg et Josh Trank
- Jupiter : Le Destin de l'univers, écrit par Lana et Andy Wachowski
- Paul Blart 2 : Super Vigile à Las Vegas, écrit par Nick Bakay et Kevin James

### Prix spécial de la rédemption
Sylvester Stallone : de champion des Razzie de tous les temps à son rôle récompensé de Creed : L'Héritage de Rocky Balboa
- Elizabeth Banks : de réalisatrice récompensée d'un Razzie Award[3] pour My Movie Project (Movie 43) à la réalisation du film à succès Pitch Perfect 2
- M. Night Shyamalan : de ses nombreuses nominations et récompenses aux Razzie Awards à la réalisation du film d'horreur The Visit en 2015
- Will Smith : des nombreux Razzie Awards d'After Earth à son interprétation dans Seul contre tous (Concussion)

## Distinctions multiples

### Récompenses multiples
- 5 : Cinquante nuances de Grey
- 3 : Les Quatre Fantastiques

### Nominations multiples
- 6 : Paul Blart 2 : Super Vigile à Las Vegas, Pixels, Cinquante nuances de Grey, Jupiter : Le Destin de l'univers
- 5 : Les Quatre Fantastiques
- 3 : Charlie Mortdecai, Alvin et les Chipmunks : À fond la caisse
- 2 : The Cobbler, Le Spa à remonter dans le temps 2, Pan, Témoin à louer, The Human Centipede III (Final Sequence)